# Pfützen-Milchling
Der Pfützen-Milchling (Lactarius lacunarum, Syn.: Lactarius decipiens var. lacunarum) ist eine Pilzart aus der Familie der Täublingsverwandten (Russulaceae). Es ist ein mittelgroßer, rötlich brauner Milchling mit einer sich blassgelb verfärbenden Milch. Der Pfützen-Milchling wächst an feuchten Stellen mit meist schlammigem Untergrund unter unterschiedlichen Laubbäumen. Der mild bis schärflich schmeckende Milchling ist ungenießbar. Die Fruchtkörper erscheinen oft in großer Anzahl von Ende August bis Mitte Oktober.

## Merkmale

### Makroskopische Merkmale
Der Hut ist 2–5 (7) cm breit, jung flach gewölbt, aber schon bald ausgebreitet und in der Mitte niedergedrückt. Alte Fruchtkörper sind fast trichterförmig vertieft und am Rand oft wellig verbogen. Die matte Oberfläche ist glatt bis fein körnig und schwach hygrophan. Bei Feuchtigkeit erscheint der Hut dunkel rotbraun, trocken blasst er orange-braun aus. Der dünne Rand ist anfangs glatt und später mehr oder weniger furchig gerieft.
Die Lamellen sind jung blass cremefarben und werden später zunehmend rötlich-ocker, manchmal sind sie von eingetrockneten Milchtröpfchen gelblich verfärbt. Die Lamellen sind am Stiel breit angewachsen oder laufen etwas daran herab. Sie sind nur spärlich gegabelt und ihre Schneiden sind glatt.
Der zylindrische und recht kurze Stiel ist 2–5 (6) cm lang und 0,4–0,8 (1) cm breit. Jung ist er innen voll, doch wird er schon bald hohl. Die Oberfläche ist glatt bis schwach netzaderig und satt orangebraun gefärbt. Im Alter verfärbt er sich von der Basis herauf rotbraun.
Das Fleisch ist cremefarben und oft leicht rosa getönt, beim Trocknen und einige Minuten nach dem Anschneiden gilbt es. Es riecht schwach obstartig und schmeckt mild bis schärflich. Die Milch ist weiß und verfärbt sich auf einem weißen Tuch kaum, trocknet aber in Verbindung mit dem Fleisch hellgelb ein und schmeckt mild bis bitterlich.

### Mikroskopische Merkmale
Die rundlichen bis elliptischen Sporen sind durchschnittlich 6,8–7,4 µm lang und 5,5–6,1 µm breit. Der Q-Wert (Quotient aus Sporenlänge und -breite) ist 1,1-1,4. Das Sporenornament ist zwischen 0,5–1,2 (1,5) µm hoch und besteht aus einzelnen, teilweise gratig verlängerten Warzen und kurzen Rippen, die durch feinere Linien mehr oder weniger netzartig verbunden sind. Der Hilarfleck ist inamyloid oder im äußeren Teil amyloid.
Die zylindrischen bis bauchigen Basidien messen 30–50 × 8–10 µm und sind viersporig. Die 30–90 µm langen und 5,5–11 µm breiten Pleuromakrozystiden kommen zerstreut bis zahlreich vor. Sie sind schmal spindelförmig oder pfriemförmig, oft geschlängelt und oben spitz. Die zahlreichen Cheilomakrozystiden messen 20–50 × 4,5–8,5 (11) µm. Sie sind schmal spindel- oder lanzettförmig, oft geschlängelt und oben ziemlich spitz und manchmal perlschnurartig eingeschnürt.
Die Huthaut (Pileipellis) ist ein Oedotrichoderm, das aus vielgestaltigen, 7–30 µm breiten Hyphen besteht. Daraus entspringen zylindrische bis keulige, 15–50 µm lange und 3–8 µm breite Hyphenenden. Die Subpellis besteht aus aufgeblasenen, etwa 10–15 µm breiten und manchmal fast isodiametrischen Hyphenzellen.

## Artabgrenzung
Der recht häufige Flatter-Milchling (Lactarius tabidus) ist dem Pfützenmilchling sehr ähnlich. Er wächst an vergleichbaren, meist aber etwas trockeneren Standorten. Er unterscheidet sich durch seine helleren Fruchtkörper und eine meist deutlich aderig-runzelige Hutmitte. Mikroskopisch lässt er sich gut durch die mehr oder weniger isoliert-warzigen Sporen und die vorwiegend rundlichen Zellen der Huthaut (Oedotrichoderm) unterscheiden. Auch der Ungezonte Schwefel-Milchling (Lactarius decipiens) ist ähnlich. Er hat eine etwas stärker gilbende Milch und wächst zusammen mit Eichen oder Rotbuchen an trockeneren Standorten. Seine Sporen sind größer und deutlich netzig ornamentierte, auch die Huthaut hat eine andere Anatomie.

## Ökologie
Der Milchling ist ein Mykorrhizapilz, der mit verschiedenen Laubbäumen eine Symbiose eingehen kann. Seine wichtigsten Wirte sind wohl Erle, Birke, Espe und Pappel.
Der Milchling wächst an feuchten Stellen und häufig auf schlammigem Untergrund. So kann man ihn in ausgetrockneten Teichen, in schlammigen Mulden, Gräben und Niederungen finden. Oft wächst er unter Weiden und Erlen, in feuchten bis periodisch überfluteten oder teilweise vermoorten Erlensümpfen und Birkenbrüchen oder in Weichholzauen und Pappelpflanzungen. Er mag grundwassernahe, mehr oder weniger basen- und nährstoffreiche Aue-, Gley-, Pseudogleyböden, aber auch auf anderen organischen Mullböden kommt er vor.
Die Fruchtkörper erscheinen meist gesellig ab Ende August bis Mitte Oktober. Man kann den Milchling von Tief- bis ins Bergland hinein finden.

## Verbreitung

Verbreitung des Pfützen-Milchlings in Europa. Grün eingefärbt sind Länder, in denen der Milchling nachgewiesen wurde. Grau dargestellt sind Länder ohne Quellen oder Länder außerhalb Europas.

Der Pfützen-Milchling wurde in Nordasien (Sibirien), Nordafrika (Marokko), Nordamerika (Mexiko) und Europa nachgewiesen. In Westeuropa kommt der Milchling in Frankreich, den Niederlanden, Großbritannien und auf Island vor. In Großbritannien ist er vor allem in Nordirland und Schottland, aber auch in South Hampshire (England) nicht selten und auch in den Niederlanden ist der Pilz recht verbreitet. Der Pfützentäubling kommt wohl auch in ganz Mitteleuropa vor, ist hier aber sehr zerstreut bis selten. Etwas häufiger als in Mitteleuropa ist er im südlichen Nordeuropa (Dänemark, Norwegen, Schweden), fehlt aber im Norden von ganz Fennoskandinavien. In Estland soll der Milchling an den entsprechenden Standorten recht häufig sein.
Deutschlandweit ist der Pfützen-Milchling sehr selten und nur lückig verbreitet. Man kann ihn aber von der Küste und den vorgelagerten Inseln bis nach Oberbayern finden. Dennoch scheint er in Norddeutschland (Niedersachsen und Schleswig-Holstein) etwas häufiger zu sein. Auch in der Schweiz ist der Milchling selten.

## Systematik
Der Pfützen-Milchling wurde 1938 von Henri Romagnesi als Lactarius decipiens var. lacunarum beschrieben. Allerdings fügte er der Beschreibung keine lateinische Diagnose bei, sodass die Varietät nach den Regeln der botanischen Nomenklatur nicht gültig beschrieben war. J.E. Lange, der den Milchling bereits 1928 gefunden und unter Vorbehalt als Lactarius paludinellus Peck beschrieben hatte, stufte 1940 Romagnesis Varietät als Lactarius lacunarum zur Art herauf. Da er dabei Romagnesis ungültig beschriebene Varietät als Basionym angab, war seine Neukombination ebenfalls ungültig. Somit wurde die Art erst durch Hora gültig beschrieben, der den Milchling 1960 ausführlich neu beschrieb und auch eine lateinische Diagnose hinzufügte.

### Infragenerische Systematik
Heilmann-Clausen stellt den Milchling in die Sektion Russularia, während M. Basso ihn zur Typusart ihrer neu definierten Untersektion Lacunari macht, die innerhalb der Sektion Russulares steht. Die Vertreter haben einen fettig glänzenden, orange-, rot- oder leberbraunen Hut und eine weiße, langsam gilbende Milch und einen fast milden bis scharfen Geschmack.

## Bedeutung
Der Pfützen-Milchling ist kein Speisepilz.